# Fallout: New Vegas
Fallout: New Vegas – fabularna gra akcji stworzona przez Obsidian Entertainment, wydana przez Bethesdę Softworks w 2010 roku na platformy Microsoft Windows, Xbox 360 i PlayStation 3. W latach 2010–2012 ukazywały się dodatki i rozszerzone edycje gry.
Chociaż New Vegas wydany został po Fallout 3, wykorzystując podobne rozwiązania dotyczące rozgrywki i dzieląc z nim ten sam silnik graficzny, nie stanowi jego bezpośredniej kontynuacji. Część rozwiązań zaczerpnięta została z Fallout 2. Gra spotkała się z pozytywnym przyjęciem krytyków, będąc również sukcesem komercyjnym, rozchodząc się w ponadpięciomilionowym nakładzie.

## Opis

### Miejsce akcji

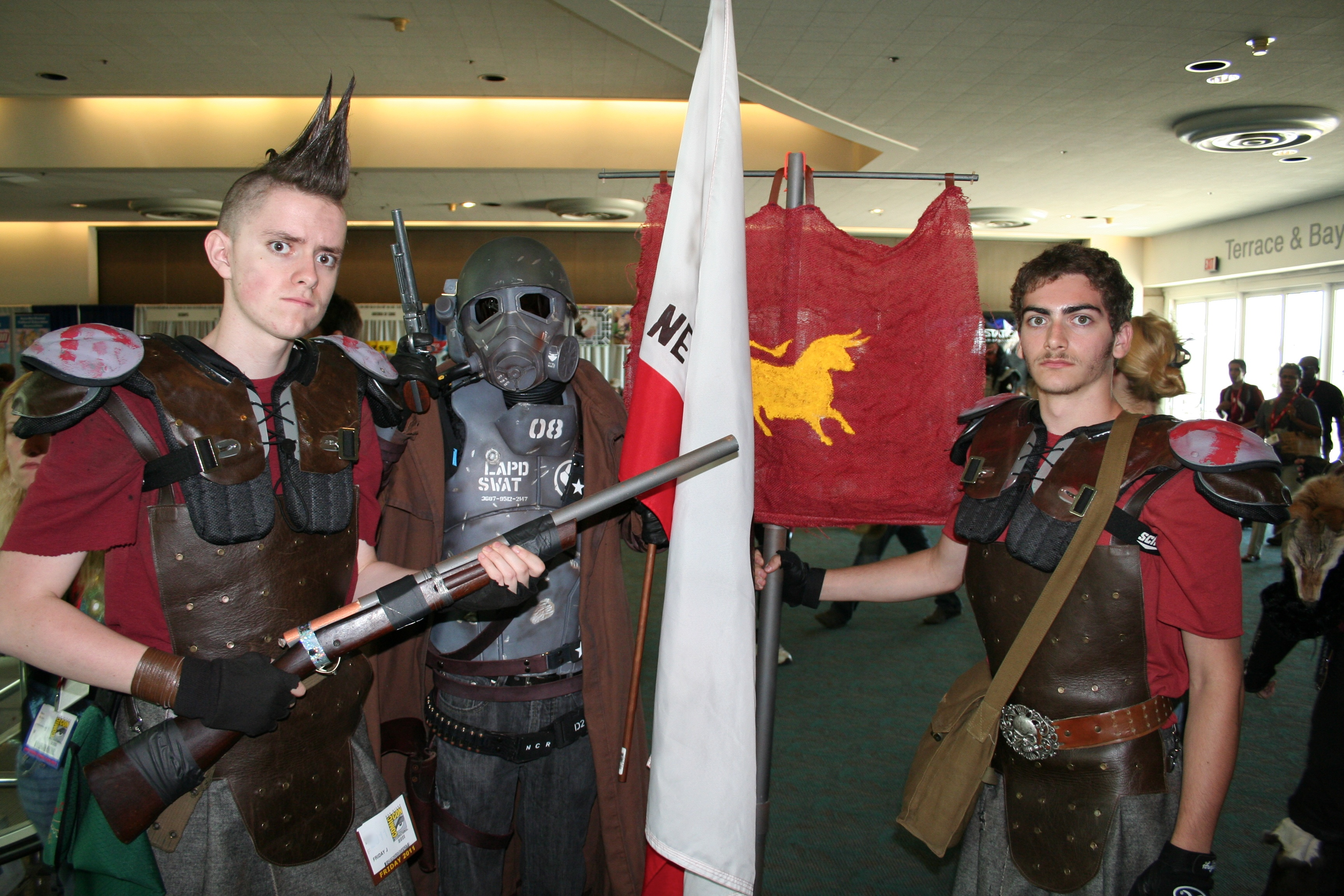
Cosplayerzy wcielający się w członków Legionu Cezara i RNK.

Akcja Fallout: New Vegas rozgrywa się w postapokaliptycznej przyszłości, w roku 2281 – cztery lata po wydarzeniach przedstawionych w Falloucie 3 i 204 lata po tzw. wielkiej wojnie pomiędzy Stanami Zjednoczonymi a Chinami, która doprowadziła do niemal całkowitego wyniszczenia ludzkości. Dawne miasto Las Vegas, przemianowane na Nowe Vegas, i okoliczne tereny zasiedlone są przez różne frakcje, spośród których najbardziej znaczące są Republika Nowej Kalifornii (RNK), Legion Cezara i Pan House. Zmagającej się z problemami RNK znanej z Fallout 2 udaje się sprawować kontrolę nad większością terenów Mojave. Parający się niewolnictwem Legion Cezara, stworzony na wzór armii starożytnego Rzymu, po zjednoczeniu pod sobą 86 klanów planuje podbić Nowe Vegas, kontrolowane przez tajemniczego biznesmena Pana House’a dzięki armii robotów ochronnych – securitonów. Wśród innych frakcji znajdują się ciężkozbrojni Boomersi, którzy po opuszczeniu swojej krypty osiedlili się w Bazie Lotniczej Nellis; gang zbiegłych skazańców nazywanych kajdaniarzami; Wielcy Chanowie, plemię wytwórców i dealerów narkotyków; będący sobowtórami Elvisa Presleya Królowie oraz stanowiące pozostałość po armii amerykańskiej Bractwo Stali próbujące zdobyć i zabezpieczyć wszelką przedwojenną technologię mogącą wyrządzić znaczne szkody. Wśród istniejących w rzeczywistości miejsc, które odwiedzić można w New Vegas, znalazły się m.in. Zapora Hoovera dostarczająca energię do Nowego Vegas, Nellis Air Force Base i elektrownia słoneczna HELIOS Jeden.

### Fabuła
Gracz sprawuje kontrolę nad kurierem pracującym dla Mojave Express, nazywanym po prostu Kurierem. W trakcie podróży celem dostarczenia przesyłki zawierającej przedmiot nazywany Platynowym Sztonem Kurier wpada w zasadzkę przygotowaną przez Benny’ego – gangstera i właściciela kasyna The Tops, który kradnie przesyłkę i zostawia Kuriera na pewną śmierć po strzeleniu mu w głowę. Będący świadkiem wydarzenia robot Victor zanosi Kuriera do doktora Mitchella w Goodsprings. Mimo szoku pourazowego, po dojściu do siebie Kurier wyrusza na pustkowia celem odnalezienia Benny’ego i odzyskania skradzionej przesyłki.

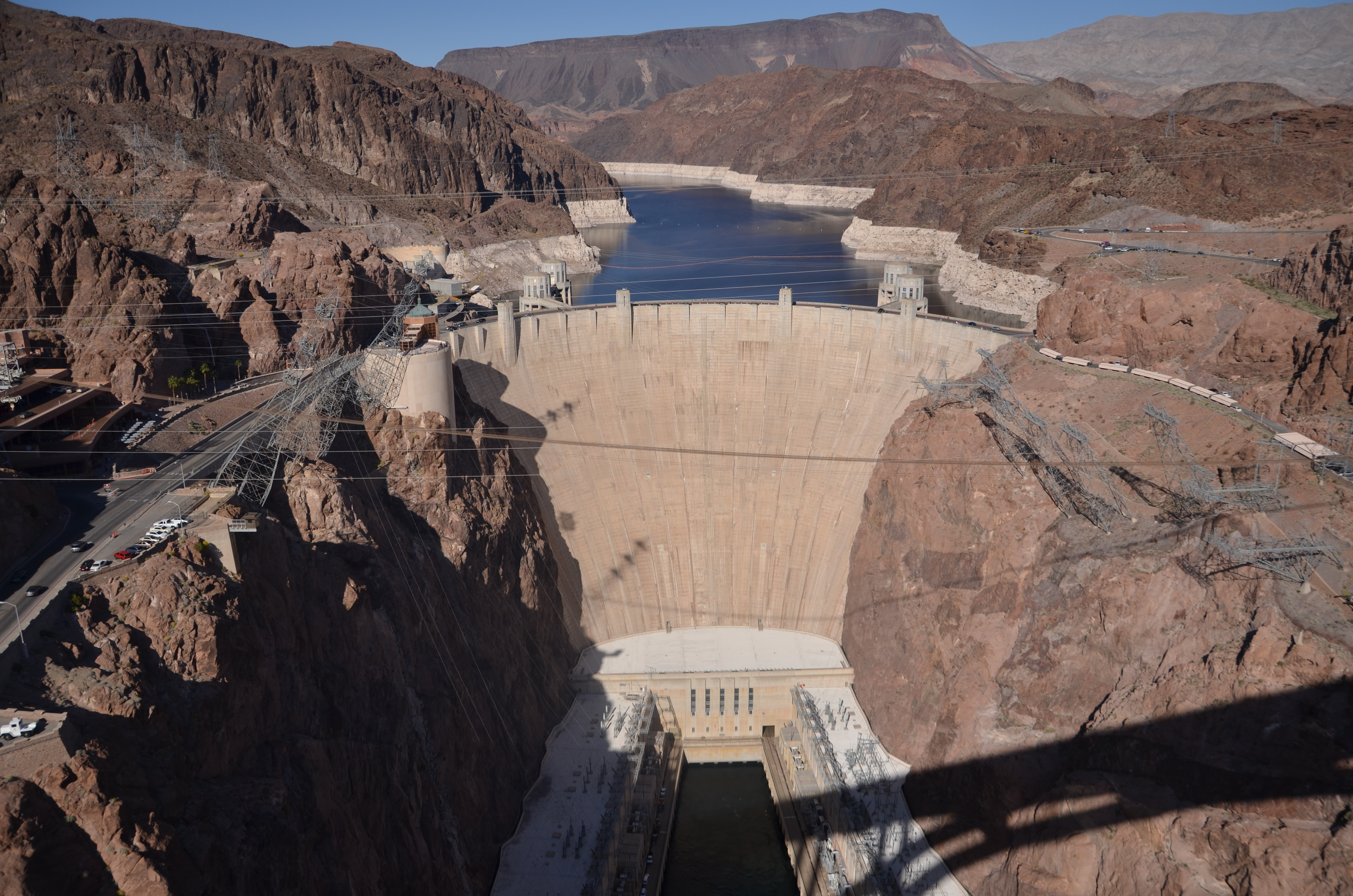
Zapora Hoovera, będąca celem walk frakcji zamieszkujących Pustkowia Mojave.

Kurier dociera na Strip Nowego Vegas, gdzie odnajduje Benny’ego i odzyskuje Szton, zostaje jednak wplątany w konflikt pomiędzy Legionem Cezara, Republiką Nowej Kalifornii i Panem House’em. Każda z frakcji chce zająć wciąż sprawną Zaporę Hoovera, zaopatrującą okolicę w energię i czystą, nienapromieniowaną wodę – zdobycie Zapory równoznaczne jest z przejęciem kontroli nad Nowym Vegas i Pustkowiami Mojave. Okazuje się, że Pan House, przed wojną będący człowiekiem, obecnie żyjący dzięki komorze podtrzymywania życia, przed wielką wojną zlecił wykonanie Platynowego Sztonu, mającego na celu ulepszenie armii securitonów i zwiększenie ich wydajności bojowej. Benny, dzięki pomocy przeprogramowanego securitona Pana Tak, dowiedział się o Sztonie i postanowił zdobyć go dla siebie.
Kurier musi opowiedzieć się po jednej ze stron – walczyć dla Cezara, RNK, Pana House’a bądź samemu przejąć władzę nad Nowym Vegas przy pomocy Pana Tak i Benny’ego, jeśli zdecyduje się go oszczędzić. Po wykonaniu szeregu zadań dla wybranej frakcji, wzmacniającej jej wpływ w regionie, okazuje się, że Legion Cezara przypuszcza szturm na Zaporę Hoovera. Kurier może przyłączyć się do Legionu, umożliwiając mu zajęcie Zapory, wspomóc RNK w jej obronie, podłączyć system Zapory do sieci Pana House’a, dzięki czemu kontrolę nad nią przejmie House lub pracujący dla Kuriera Pan Tak, bądź wysadzić zaporę w powietrze, kończąc wojnę raz na zawsze.

## Rozgrywka

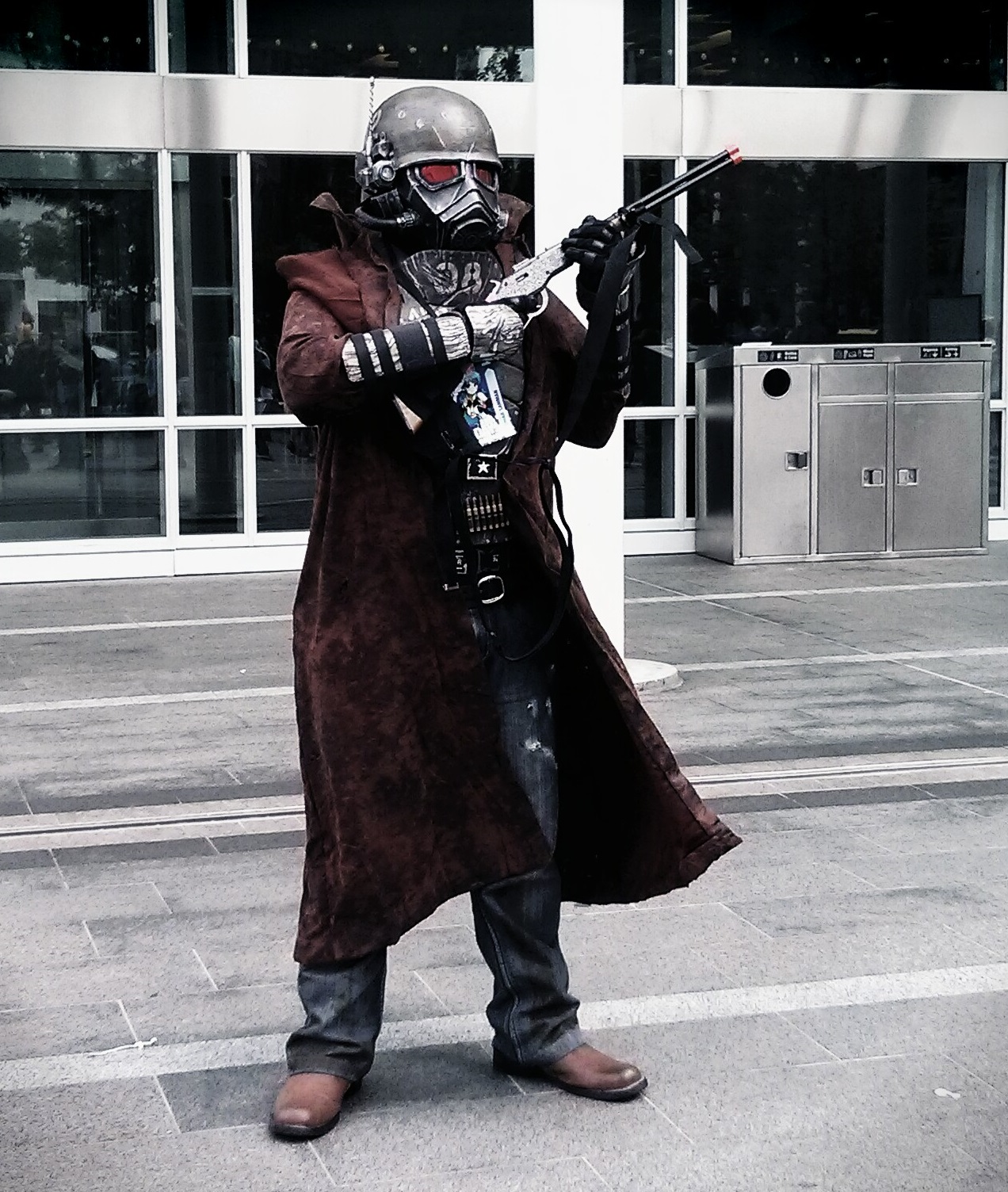
Cosplayer przebrany za strażnika weterana RNK

New Vegas stanowi rozwinięcie i ulepszenie pomysłów, które znalazły się w Fallout 3 – pierwszej w całości trójwymiarowej części serii Fallout, wydanej trzy lata wcześniej. Znany z poprzedniej odsłony system V.A.T.S., stanowiący następstwo walk turowych z pierwszych części, pozwalający na zaplanowanie ataków, ulepszony został o dodatkowe funkcje. Dodano nowe bronie i możliwość korzystania z celowników w niemal wszystkich ich rodzajach. Poprawiony został widok znad ramienia w perspektywie trzeciej osoby. Wprowadzono możliwość modyfikowania broni, m.in. poprzez dodanie do nich celowników teleskopowych, modyfikatorów szybkostrzelności i siły ognia oraz zwiększenia pojemności magazynków. Broń modyfikować można również dzięki rzemiosłu. System zbiorów podobny do tego z serii The Elder Scrolls pozwala na własnoręczne tworzenie posiłków, trucizn i środków leczniczych.
Ze względu na zróżnicowanie frakcji wprowadzony został nieobecny w Fallout 3 system reputacji – stopień lojalności wobec danej frakcji i wybory dokonane przez gracza przekładają się na to, w jaki sposób postać postrzegana jest przez jej członków. Obecny jest również znany z poprzedniej części system karmy, jest on jednak niezależny od reputacji. Przykładowo gracz może okraść członka danej frakcji, co przyczyni się do zmniejszenia karmy, nie wpłynie jednak na reputację, o ile członkowie frakcji nie dowiedzą się o kradzieży. Reputacja, umiejętności, atrybuty i karma gracza wpływają na opcje dialogowe w rozmowach z bohaterami niezależnymi. Umiejętności mają większy wpływ na wybór dostępnych opcji dialogowych – w przeciwieństwie do Fallout 3, gdzie powodzenie bądź niepowodzenie zależało od rozwinięcia umiejętności i szczęścia, w New Vegas powodzenie uzależnione jest wyłącznie od umiejętności.
Zachowania i zadania towarzyszy kontrolować można dzięki kołowemu menu, usuwającemu konieczność rozpoczęcia z nim rozmowy w celu wydania rozkazów, co ułatwia interakcję z nimi. Wśród dostępnych z poziomu kołowego menu rozkazów dla towarzyszy znalazły się m.in. ustawianie i modyfikowanie taktyki, określenie domyślnego zachowania wobec nieprzyjaciół i częstotliwości korzystania z dostępnych zasobów. Postać może podróżować jednocześnie z jednym towarzyszem humanoidalnym i jednym zwierzęciem, a każdy towarzysz zapewnia unikatowy profit. Po wykonaniu zadania pobocznego powiązanego z danym towarzyszem możliwe jest ulepszenie jego umiejętności.
Gracz może odwiedzać kasyna i grać w minigry, takie jak blackjack, jednoręki bandyta czy ruletka, zdobywając dodatkowe pieniądze. Poza kasynami zagrać można w karawanę – grę karcianą zaprojektowaną specjalnie na potrzeby New Vegas.

### Tryb „Jestem hardkorem”
Dodatkowy tryb „Jestem hardkorem”, zainspirowany modyfikacjami do Fallout 3, zwiększa realizm walk i eksploracji terenu. W przeciwieństwie do modyfikowanych poziomów trudności, mających wpływ głównie na trudność walk, tryb „Jestem hardkorem” dodaje szereg nowych statystyk, zmuszających gracza do podejmowania przemyślanych decyzji odnośnie do zarządzania zasobami i planowania ataków. Poziom trudności gry został zwiększony na kilka sposobów. Stimpaki i inne przedmioty przywracające zdrowie, takie jak pożywienie i woda, jak również środki zmniejszające napromieniowanie nie działają od razu, zwiększając zdrowie bądź zmniejszające napromieniowanie stopniowo. Złamane kończyny wyleczyć można jedynie odwiedzając lekarza, śpiąc we własnym lub wynajętym łóżku bądź korzystając z torby lekarskiej albo narkotyku Hydra. Amunicja obciąża postać, która musi jeść, pić i spać, aby uniknąć wygłodzenia, odwodnienia i wycieńczenia. Postać wygładza, odwadnia się i wycieńcza w pięciu stadiach – niezaspokojenie którejkolwiek z potrzeb przed osiągnięciem piątego stadium skutkuje śmiercią bohatera. Towarzysz ginie, gdy jego współczynnik zdrowia spadnie do 0, w przeciwieństwie do standardowych poziomów trudności, gdzie jedynie traci przytomność.
Ukończenie całej gry w trybie „Jestem hardkorem” nagradzane jest osiągnięciem lub trofeum, w zależności od platformy.

## Produkcja

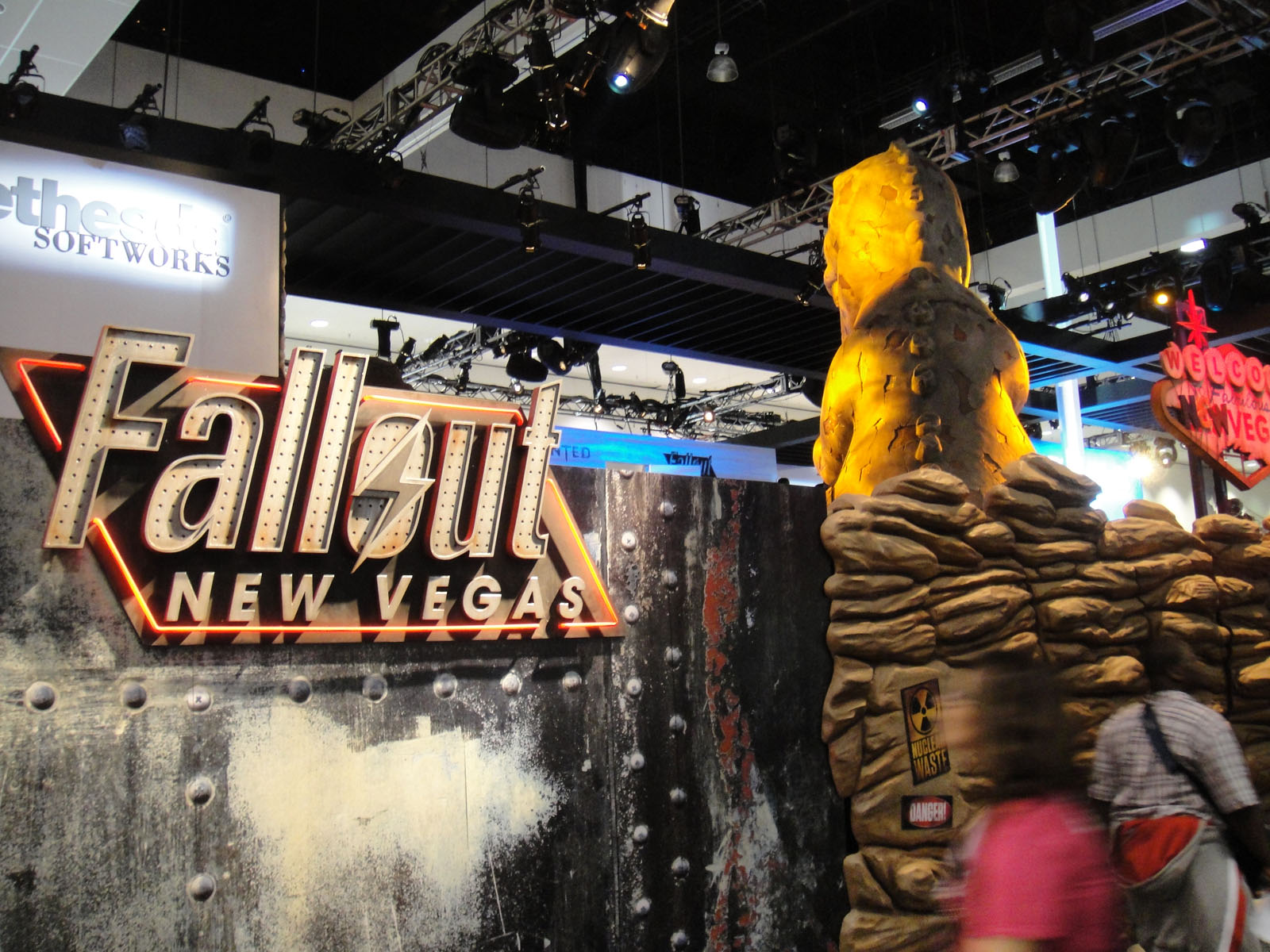
Stoisko promujące grę na targach E3 2010.

W 2004 roku Bethesda Softworks nabyła od Interplay Entertainment prawa do stworzenia i opublikowania Fallout 3 i dwóch kontynuacji, z kolei trzy lata później wykupiła prawa do całej marki Fallout. Deweloper porzucił oryginalną rozgrywkę znaną z poprzednich części – rzut izometryczny z walką w systemie turowym zastąpiony został pełnym trójwymiarem z walką w czasie rzeczywistym i systemem V.A.T.S. bazującym na punktach akcji.
Wydany w 2008 roku Fallout 3 okazał się sukcesem komercyjnym i zebrał pozytywne recenzje. Bethesda, zajęta pracą nad The Elder Scrolls V: Skyrim, zleciła stworzenie nowej gry osadzonej w uniwersum studiu Obsidian Entertainment, założonemu przez kilku członków Black Isle Studios odpowiedzialnemu za pierwszą część serii. Bethesda i Obsidian zdecydowali, że zamiast kontynuować fabułę Fallout 3, nowa gra będzie rozwijała historię rozgrywającą się na Zachodnim Wybrzeżu. Bethesda odrzuciła pomysł osadzenia akcji gry pomiędzy Falloutem 2 a Falloutem 3, zgodziła się jednak na osadzeniu jej w Las Vegas.
Fallout: New Vegas zapowiedziany został w kwietniu 2009 roku. W skład zespołu deweloperskiego weszli m.in. byli pracownicy Interplay/Black Isle – Josh Sawyer jako reżyser i Chris Avellone jako scenarzysta i reżyser dodatków. Fabuła New Vegas silnie inspirowana jest tworzoną przez Black Isle i reżyserowaną przez Sawyera grą o nazwie kodowej Van Buren, która przed jej skasowaniem miała stanowić pełnoprawną trzecią część serii Fallout. Jednym z najbardziej znaczących zapożyczeń z niewydanej gry jest Legion Cezara, pierwotnie stworzony na potrzeby scenariusza Van Buren. Obsidian umieścił w grze również inne frakcje znane z poprzednich części, nie chcąc jednak przedstawiać żadnej z nich jako jednoznacznie dobrą lub złą zdecydowano, że będą ze sobą rywalizować, zaś na ich reputację wpływ będą miały decyzje podejmowane przez gracza.

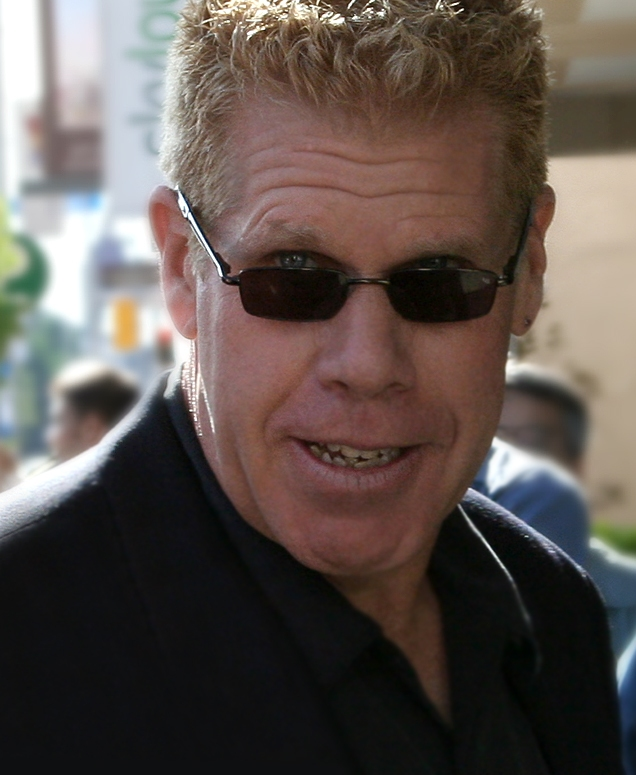
Ron Perlman, narrator gier z serii Fallout.

Gra stworzona została w osiemnaście miesięcy. Pod względem technicznym New Vegas jest bardzo zbliżone do Fallout 3: obie gry powstały na silniku Gamebryo i wykorzystują ten sam kod źródłowy, w New Vegas usprawniono jednak niektóre opcje graficzne i zmieniono część konceptów artystycznych. Obsidian zmienił mechanikę strzelania w czasie rzeczywistym i dodał celowniki, aby usprawnić celowanie poza systemem V.A.T.S. Wersja przeznaczona na komputery osobiste używa funkcji Steam do systemu osiągnięć, przechowywania zapisanych stanów gry w chmurze oraz jako zabezpieczenia antypirackiego.
Producent Jason Bergman zapowiedział, że w grze usłyszeć będzie można kilka znanych osób, w tym Rona Perlmana jako narratora i Wayne’a Newtona jako DJ-a Pan New Vegas. Potwierdził również, że głosów postaciom użyczyli m.in. Matthew Perry, Zachary Levi, Kris Kristofferson, Danny Trejo, Michael Dorn, William Sadler, René Auberjonois, James Marsden, Fred Tatasciore i Felicia Day. Gra ustanowiła nowy rekord pod względem ilości linii dialogowych w przygodowej grze akcji dla jednego gracza: zawierając 65 tysięcy linii dialogowych pobiła poprzedniego rekordzistę, Fallout 3 (40 tysięcy linii dialogowych).
Inon Zur, odpowiedzialny za muzykę do Fallout 3, skomponował również ścieżkę dźwiękową do New Vegas. W grze dostępne są trzy duże radiostacje, nadające kilka rodzajów muzyki: country, muzykę popularną z lat 40. i 50. XX wieku, jazz i muzykę klasyczną. Każda radiostacja posiada własną listę powtarzanych losowo utworów. W grze wykorzystano również motywy muzyczne skomponowane na potrzeby dwóch pierwszych Falloutów przez Marka Morgana.

## Dystrybucja

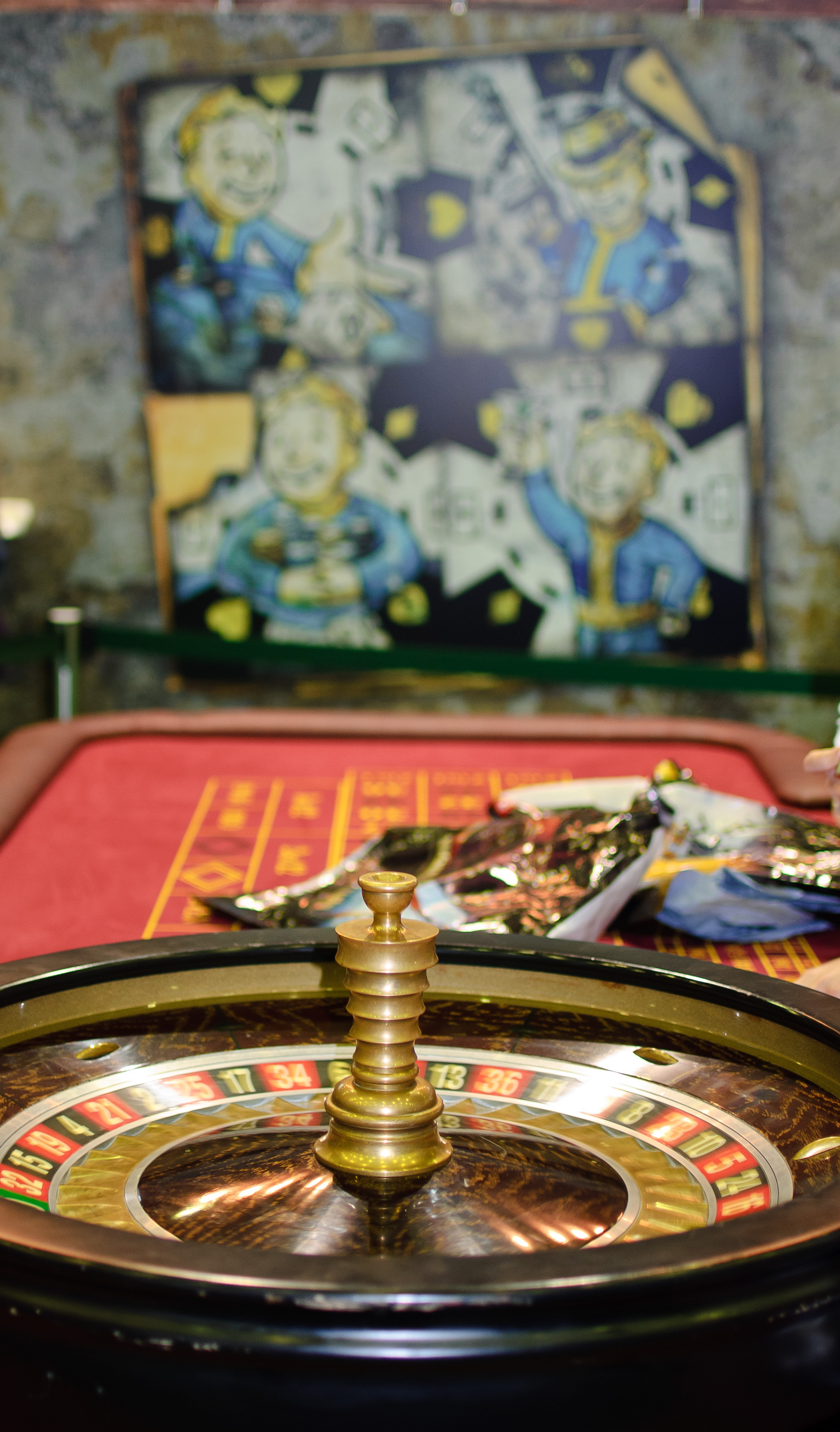
Stoisko promujące grę na targach Igromir 2010.

Przed premierą gry Bethesda zapowiedziała zestawy dodatkowego wyposażenia, znane jako paczki Karawany, najemnika, plemienna i klasyczna, dostępnego wraz z zamówieniami przedpremierowymi u określonych sprzedawców. 27 września 2011 roku wszystkie materiały przedpremierowe zostały wydane w formie zawartości do pobrania jako Paczka Kuriera. Na wszystkie platformy docelowe dostępna była wersja kolekcjonerska, zawierająca siedem sztonów pokerowych z kasyn Nowego Vegas, talię kart z postaciami z gry, komiks wprowadzający do wydarzeń z New Vegas, dużą replikę platynowego sztonu i materiały filmowe z realizacji gry.
Kilka godzin po przypadającej na 19 października 2010 roku premierze New Vegas gracze zaczęli donosić o szeregu problemów technicznych, w tym m.in. uszkadzaniu zapisanych stanów gry, zawieszeniach, utykaniu w elementach otoczenia i materializowaniu się losowych bohaterów niezależnych za plecami postaci, co prowadziło do wszczęcia wyjętych z kontekstu walk. Wydawca wraz z producentem zapowiedzieli, że pracują już nad dostarczeniem odpowiedniej aktualizacji „tak szybko, jak to tylko możliwe”. Nalegano również, aby zatrzymać zakupione kopie New Vegas zamiast zwracać je do sklepów, zapewniając, że priorytetem jest dostarczenie graczom jak najlepszych wrażeń płynących z gry.
W ciągu tygodnia od premiery na wszystkich platformach docelowych opublikowana została łatka poprawiająca ponad dwieście błędów związanych z oskryptowaniem zadań. Aktualizacja wydana 14 grudnia naprawiała kolejne błędy, w tym te związane z towarzyszami i uszkadzaniem stanów gry. W lutym i kwietniu 2011 wydano kolejne łatki, naprawiające liczne błędy i problemy techniczne. 5 lipca 2011 roku opublikowano łatkę dodającą m.in. opcję automatycznego zapisania gry przed rozpoczęciem sekwencji finałowej – po obejrzeniu listy płac gracz może wczytać taki zapis, co pozwala na przejście zawartości do pobrania bez konieczności tworzenia nowej gry. Dodatkowo społeczność fanowska stworzyła i opublikowała wiele modyfikacji naprawiających pozostałe problemy techniczne – stworzona przez nich modyfikacja Mission Mojave, zawierająca także poprzednie łatki, w dwa lata po wydaniu ostatniej oficjalnej aktualizacji naprawiała ponad 27 tysięcy rozmaitych błędów w grze.
Silnik graficzny był przyczyną dużych błędów wydajnościowych na PlayStation 3. Prowadziły one m.in. do tego, że w momencie zainstalowania DLC lub gdy stany zapisu zajmowały zbyt dużo miejsca, ilość klatek na sekundę zmniejszała się do wartości uniemożliwiających granie. Ze względu na specyfikę gry, im więcej godzin gracz spędził przy New Vegas, tym więcej miejsca zajmowały pliki zapisu. Podobne problemy występują w The Elder Scrolls V: Skyrim, jednak według Sawyera ich wyeliminowanie wydaje się mało prawdopodobne, ponieważ przyczyna tkwi w rdzeniu silnika, czego nie da się łatwo naprawić.

### Zawartość do pobrania
18 października 2010 roku Bethesda Sotfworks ogłosiła, że do gry – podobnie jak do poprzedniczki – dostępna będzie dodatkowa zawartość (DLC). W sumie wydano sześć rozszerzeń – cztery rozszerzenia fabularne (Krwawa forsa, Samotne serca, Smutki starego świata i Droga przez Pustkowia) są samodzielnymi przygodami, jednak zebrane razem tworzą spójniejszą całość. Po zainstalowaniu wszystkich rozszerzeń postać osiągnąć może maksymalnie 50. poziom doświadczenia. Każde rozszerzenie fabularne dodaje nowe osiągnięcia/trofea, bronie, umiejętności, lokacje, przeciwników i wybory moralne.

#### Krwawa forsa (ang. Dead Money)
Pierwsze rozszerzenie zostało wydane 21 grudnia 2010 roku na Xboksa 360, z kolei 22 lutego 2011 roku na PC i PlayStation 3. Kurier zostaje pojmany przez obłąkanego byłego starszego Bractwa Stali znanego jako ojciec Elijah. Wraz z trzema innymi jeńcami kurier zostaje zmuszony do odnalezienia legendarnego skarbu Sierra Madre Casino, skrywanego przed światem przez toksyczne opary.

#### Szczere serca (Honest Hearts)
Rozszerzenie wydane 17 maja 2011 roku na Xboksa 360, 2 czerwca na PC i PlayStation 3. Kurier bierze udział w ekspedycji do Parku Narodowego Syjon w stanie Utah, gdzie zostaje zaatakowany przez miejscowe plemię Białych Nóg. Próbując wrócić na Mojave Kurier zostaje wplątany w konflikt pomiędzy miejscowymi klanami, mormońskimi misjonarzami z Nowego Kanaan i Popielcem, byłym legatem Legionu Cezara, który po porażce legionistów został oblany smołą, podpalony i wrzucony do Wielkiego Kanionu.

#### Smutki starego świata (Old World Blues)
Dodatek wydany 19 lipca 2011 roku. Kurier wbrew własnej woli zostaje szczurem laboratoryjnym w nieudanym eksperymencie, dzięki czemu odkrywa, jak powstały zmutowane stworzenia i niebezpieczne technologie, na które można natknąć się na Mojave. Smutki starego świata rozgrywają się w przedwojennej placówce badawczej Wielka Góra w Arizonie. Postać może zdecydować, czy chce pokonać porywaczy czy przyłączyć się do nich, aby stawić czoła większemu zagrożeniu.

#### Droga przez Pustkowia (Lonesome Road)
Z Kurierem kontaktuje się były legionista Ulysses, który widząc imię Kuriera na liście osób mających dostarczyć Platynowy Szton rezygnuje ze zlecenia, co bezpośrednio przyczyniło się do napaści Benny’ego na grywalną postać. Wskazówki odnośnie do zaangażowania Ulyssesa w wydarzenia przedstawione w New Vegas znajdowały się już w podstawowej wersji gry, z kolei Droga przez Pustkowia stanowi zwieńczenie historii jego i Kuriera. Pierwotnie dodatek miał ukazać się w sierpniu 2011 roku, ostatecznie jednak jego premiera z nieznanych przyczyn została przesunięta na 20 września.

#### Arsenał Zbrojmistrzów i Wyposażenie Kuriera (Gun Runners' Arsenal, Courier's Stash)
27 września 2011 roku Bethesda wypuściła dwa pakiety dodatkowego wyposażenia postaci. Arsenał Zbrojmistrzów dodaje nowe rodzaje broni i modyfikacje do nich (w tym nowe rodzaje amunicji), które można znaleźć w trakcie gry. W Wyposażeniu Kuriera znalazły się wszystkie bonusowe przedmioty uprzednio dostępne wraz z zamówieniami przedpremierowymi – paczka Karawany, najemnika, plemienna i klasyczna.

### Ultimate Edition
3 listopada 2011 roku Bethesda zapowiedziała Fallout: New Vegas – Ultimate Edition, rozszerzoną wersję zawierającą podstawową wersję gry, wszystkie rozszerzenia fabularne oraz pakiety Arsenał Zbrojmistrzów i Wyposażenie Kuriera. Wydanie ukazało się w lutym 2012 roku.

### Modyfikacja reżyserska
29 grudnia 2011 roku reżyser New Vegas Josh J.E. Sawyer wypuścił nieoficjalną modyfikację przeznaczoną dla pecetowych wersji gry. Modyfikacja podnosiła maksymalny poziom postaci do 35., zmniejszała o połowę tempo zdobywania punktów doświadczenia, redukowała podstawową ilość życia i udźwigu, nadawała niektórym postaciom cechy złe lub dobre zamiast neutralnych i wprowadzała szereg innych poprawek. Zmiany te Sawyer chciał zawrzeć w grze, nie zostały one jednak opublikowane jako oficjalna aktualizacja. Do działania modyfikacja wymaga programu Mod Manager i wszystkich dodatków, w tym zawartości z zamówień przedpremierowych.

## Odbiór
Fallout: New Vegas spotkał się z pozytywnym przyjęciem przez krytyków, chwalących usprawnienia w rozgrywce i rozszerzenie pomysłów wprowadzonych w Falloucie 3, krytykując jednak zbytnie podobieństwo pomiędzy obiema grami i problemy techniczne. Do dnia 8 grudnia 2010 roku do sklepów na całym świecie dostarczono pięć milionów egzemplarzy gry, wartych 300 milionów dolarów
Recenzent serwisu IGN chwalił fabułę gry, krytykował jednak modele postaci i animację twarzy, opisując je jako „drewniane i nierealistyczne”. Redaktor Eurogamera stwierdził, że Obsidianowi udało się stworzyć wciągający świat pełny interesujących doświadczeń, docenił też ogromne, wyjałowione krajobrazy pustkowi New Vegas. Podobnego zdania był recenzent GameSpotu, skrytykował jednak liczne błędy gry.
Mimo wielu błędów, Jeff Gerstmann z Giant Bomb pozytywnie ocenił wersję na Xboksa 360, pisząc że jeśli gracze będą w stanie przymknąć oko na błędy, które towarzyszyły również poprzedniej odsłonie serii, czeka ich świetna rozrywka. Bardziej krytyczny był Mike Nelson z 1UP.com. Stwierdził, że nie jest w stanie wybaczyć niektórych irytujących błędów, takich jak: znikanie towarzyszy bohatera podczas walki czy wyrzucania z gry.